# Alessio Galletti
Alessio Galletti (Pisa, 26 marzo 1968 – Oviedo, 15 giugno 2005) è stato un ciclista su strada italiano.
Professionista dal 1994, vinse quattro corse da professionista. Morì durante la Subida al Naranco 2005 a causa di un arresto cardiaco.

## Carriera
Dopo una buona carriera fra i dilettanti (un successo e un secondo posto alla Firenze-Viareggio) passa fra i professionisti nel 1994 con la Lampre-Panaria. Conquista la prima vittoria con l'Amore & Vita-Forzarcore il 14 agosto 1998 a Saint-Genis-Pouilly, nella 3ª tappa del Tour de l'Ain. Si trasferisce poi alla Saeco, dove per cinque stagioni è un elemento del treno di Mario Cipollini.
In tutto coglie 4 vittorie fra i professionisti: oltre a quella già citata conquista anche la terza tappa del Tour Down Under a Victor Harbor, il 18 gennaio 2001, con 3'18" su Graeme Brown, nonché il Gran Premio Fred Mengoni (Castelfidardo, 13 agosto 2003) e la classifica finale della Due Giorni Marchigiana.
Muore in gara il 15 giugno 2005: un arresto cardio-circolatorio lo stronca a 15 km dall'arrivo della Subida al Naranco, in Spagna, e l'immediato trasporto all'ospedale di Oviedo risulta vano. Lascia un figlio di nove mesi e la moglie Consuelo in attesa del secondogenito.

## Palmarès
- 1993 (Dilettanti)

Firenze-Viareggio
- 1998

3ª tappa Tour de l'Ain
- 2001

3ª tappa Tour Down Under
- 2003

Gran Premio Fred Mengoni
Due Giorni Marchigiana

## Piazzamenti

### Grandi Giri
- Giro d'Italia

1996: 73º
1997: ritirato (19ª tappa)
1999: 114º
2000: 120º
2002: 117º
2004: 89º
- Tour de France

1994: ritirato (16ª tappa)
1995: 83º
- Vuelta a España

2000: ritirato (10ª tappa)
2001: ritirato (11ª tappa)
2002: ritirato (8ª tappa)

### Classiche monumento
- Milano-Sanremo

2000: 138º
2002: 163º
2004: 118º
2005: 122º
- Giro di Lombardia

2000: ritirato
2001: ritirato